# Großsteingrab Bühne
Das Großsteingrab Bühne war eine mögliche megalithische Grabanlage der jungsteinzeitlichen Tiefstichkeramikkultur bei Bühne, einem Ortsteil von Kalbe (Milde) im Landkreis Stendal, Sachsen-Anhalt. Es wurde wohl spätestens im 19. Jahrhundert zerstört. Eine Beschreibung der Anlage liegt nicht vor, ihre mögliche Existenz ist nur durch die Bezeichnung „Steinbleeke“ auf einem historischen Messtischblatt belegt.